# Сол, Фрэнк (футболист)
Фрэнк Лэндер Сол (англ. Frank Lander Saul; род. 23 августа 1943, Остров Канви, Эссекс) — английский футболист, нападающий.

## Карьера
Во взрослом футболе дебютировал в 1960 году в клубе «Тоттенхэм Хотспур», где отыграл следующие восемь сезонов своей игровой карьеры. Вместе с командой в сезоне 1966/67 одержал победу над «Челси в финале Кубка Англии, где ему удалось забить один гол. В том же году команда сыграла в финале Суперкубка Англии против клуба «Манчестер Юнайтед», завершившимся вничью со счётом 3:3. В 1968 году в клубе Сола сменил Мартин Чиверс, а сам он стал выступать за «Саутгемптон».
В 1970 году перешёл в команду клуба «Куинз Парк Рейнджерс», а спустя ещё два сезона стал играть за «Миллуолл». Завершил профессиональную карьеру футболиста в 1976 году в возрасте 33 лет.

## Личная жизнь
После завершения футбольной карьеры Сол работал строителем в Эссексе.

## Достижения
«Тоттенхэм Хотспур»
- Обладатель Кубка Англии: 1966/67[3]